# Chrysotus pallidipalpus
Chrysotus pallidipalpus är en tvåvingeart som beskrevs av Van Duzee 1933. Chrysotus pallidipalpus ingår i släktet Chrysotus och familjen styltflugor. Inga underarter finns listade i Catalogue of Life.